# Tegal Kertha
Tegal Kertha is een bestuurslaag in het regentschap Denpasar van de provincie Bali, Indonesië. Tegal Kertha telt 19.998 inwoners (volkstelling 2010).